# USS F-1 (SS-20)
USS F-1 (SS-20) – amerykański okręt podwodny typu F o wyporności podwodnej 400 ton. Okręt został zwodowany 12 marca 1912 roku w stoczni Union Iron Works w San Francisco jako USS "Carp". Przyjęty do służby w United States Navy 19 czerwca 1912 roku, pod zmienioną 17 listopada 1911 roku nazwą USS F-1 (SS-20). Pod koniec 1912 roku zanurzył się na rekordowa w tym czasie na świecie głębokość 86 metrów. 17 grudnia 1917 roku doszło do kolizji F-1 z bliźniaczym USS F-3 (SS-22), w wyniku której F-1 zatonął, co pociągnęło za sobą śmierć 19 członków załogi F-1.